# Triplectides misakianus
Triplectides misakianus là một loài Trichoptera trong họ Leptoceridae. Chúng phân bố ở miền Cổ bắc.